# 愛犬訊號
《愛犬訊號》是日本漫畫家宮內沙矢創作的日本漫畫作品。於KADOKAWA的女性漫畫網站COMIC BRIDGE上連載，2018年7月24日起刊載。
2023年秋季播出電視動畫。

## 劇情簡介
主角佐村未祐的個性優柔寡斷。前女友與他分手，強行託付給他一隻貴賓犬。某天，在散步途中遇到訓犬師丹羽真一郎，接受指導後被丹羽真一郎索取訓練費用。沒有錢的未祐接受了真一郎的邀約，前去他的店舖工作，發現真一郎訓犬功夫一流，店裡卻是一團糟。為了讓真一郎提出幹勁，未祐決定用心投入這個工作。

## 登場人物

### 主要人物
佐村未祐（聲：小野賢章（日本）；李致林（香港））
本作主角。現年23歲的新手訓犬師。對於別人的困難難以袖手旁觀。原先與他同居的前女友（優子）突然寫了一封信甩了他，並將貴賓犬薩筑託給未祐（未祐住在允許飼養寵物的公寓）。一開始無法與薩筑建立起信任關係，薩筑整天吠叫，鄰居不斷抱怨，房東也警告如果情況持續下去，就要請未祐搬離。在散步時遇到真一郎，看到真一郎與犬類的溝通方法，對於訓犬產生了興趣，因而辭去酒吧的工作，到真一郎的店舖（Proud Dog）學習，與薩筑的關係也有所改善。
未祐努力支持缺乏工作動力的真一郎，自己也想成為一名訓狗師。他善於觀察狗，利用自己的優點，進行靈活而非常規的訓練。
未祐從小就被有購物癖的母親交辦許多家務事，擅長處理家務，但也不敢拒絕原生家庭給他的壓力。到了Proud Dog工作以後，未祐鼓起勇氣，向母親說明他正在學習成為訓狗師，因此無法寄錢回家。
丹羽真一郎（聲：鈴村健一、小市真琴（童年）（日本）；李鎮然、張頌欣（童年）（香港））
Proud Dog店主。非常優秀的訓犬師。店鋪為律佳出租給他使用。
泉律佳（聲：甲斐田裕子、永瀬アンナ（童年）（日本）；魏惠娥（香港））
寵物美容師。自小便與真一郎是鄰居好友。經營名為 Fontaine 的寵物美容院。。律佳的母親和祖母都是寵物美容師，而Fontaine 最初便是律佳的祖母經營的，祖母生病後，律佳便接手即將關店的Fontaine 。律佳也是「Proud Dog」的房東。她與真一郎和鈴之介是綜合動物專門學校ACL的同學，專修美容；三人一直維持密切關係。
意志堅強，但心地善良。小學四年級時家中開始飼養玩具貴賓犬「理沙羅」。律佳是獨生女，理沙羅就像小妹妹一樣。理沙羅是很有自信的狗，在律佳的母親和祖母精心打扮之下，參加了狗展。理沙羅14歲時被診斷患有庫欣氏症候群。儘管接受積極的治療，還是在大約一年後去世了。當時律佳從祖母手中接手了方丹，忙得不可開交，為了緩解壓力，我每天晚上都與朋友出去飲酒作樂，經常把理沙羅孤獨地留在家裡，等發現不對勁的時候已經太晚了。在悔恨的驅使下，律佳一時失去了自我，但受到真一郎的鼓舞，幸好還能夠陪伴理沙羅度過最後的時光。不過失去理沙羅以後，律佳還是無法再養狗，便好好陪伴烏爾松。
久寶鈴之介（聲：KENN（日本）；曹啟謙（香港））
獸醫。之介寵物診所院長。與真一郎和律佳是專門學校ACL的同學，至今仍保持著密切的關係。當未祐來討論薩筑的絕育手術時，知道未祐很擔心，仔細解釋了手術的風險。手術完成之後，他高興地向未祐展示了薩筑被摘除的睾丸，還透露自己將寵物狗的睾丸用福馬林保存，放在自己的房間裡；這讓他露出了一絲偏離常理的變態性格。
薩筑（聲：麥穗杏菜（日本）；張頌欣（香港））
優子強行送給未祐養的雄性玩具貴賓犬，大約 10 個月大，後來發現患有隱睪症，接受了開腹去勢手術。原本是優子在寵物店買來的，取名為「王子（プリンス）」，以玩具貴賓犬而言，體型很大，後因長得比想像中大，被優子自私地硬送給並不了解狗的未祐。後經由真一郎建議，取名為薩筑（來自法語的「猴子」之意）。在家裡，薩筑整天吠叫，出去散步時又興奮得無法控制。薩筑與未祐的關係很差，有時因為生氣而咬未祐。但這是因為未祐並不清楚該如何與薩筑互動，於是在真一郎的引導下，未祐與薩筑建立了信任關係，並逐漸能與薩筑溝通。
烏爾松（聲：松田健一郎（日本））
真一郎的雄性標準型貴賓犬，已與真一郎共同生活約八年，名字來自於法語的小熊（真一郎小時候曾有一隻寵物犬，名為小熊（Kuma），因意外過世）。個性溫和，對狗和人都很友善。皮毛總是被律佳修剪得很漂亮。真一郎指示未祐將烏爾松視為前輩，未祐也將烏爾松視為同事。 烏爾松小時候在訓練定點排尿時曾發生過不順利的情形，敏感的烏爾松感受到當時還是新手訓練師的真一郎的沮喪，後來拒絕排尿而罹患膀胱炎。之後，真一郎改變了對待烏爾松的方式，情況有所好轉，但後來即使順利在定點排尿，烏爾松仍然顯得沮喪。未祐了解情況後，大膽表揚，使烏爾松逐漸恢復了自信。

### 佐村家
佐村早來（聲：加藤涉（日本）；李凱傑（香港））
未祐的弟弟。
佐村太太（聲：折笠愛（日本）；林元春（香港））
未祐和早來的母親。經常情緒勒索未祐。
未祐的父親（聲：小田柿悠太（日本）；梁偉德（香港））
未祐和早來的父親。因難以忍受妻子的個性而離開家裡。

### 其他
谷田部優子（聲：伊瀨茉莉也（日本）；黃昕瑜（香港））
未祐的前女友。
藤原誠二（聲：松田健一郎（日本）；招世亮（香港））
真一郎的師父。
理沙羅（聲：麥穗杏菜（日本））
律佳小學四年級時開始飼養的雌性白色表演型玩具貴賓犬，律佳把理沙羅當成妹妹一樣疼愛。律佳的母親是一名美容師，她的祖母為理沙羅修剪，並讓理沙羅參加狗展。當理沙羅10歲時，與來到真一郎家的烏爾森成為了朋友，烏爾森從理沙羅學到了狗的社交方式。理沙羅健康地活到14歲，之後出現飲水與排尿過多的情形，獸醫鈴之介發現理沙羅的肩膀周圍對稱性脫毛，後來診斷理沙羅患有腎上腺皮質機能亢進（庫欣氏症候群），病因是腦下垂體腫瘤。儘管接受治療，理沙羅在大約一年後去世。
江口（聲：塙英子（日本）；雷碧娜（香港））
里奧的主人。
里奧（聲：德石勝大（日本））
江口女士的狗。
三宅太太（聲：豐口惠（日本）；袁淑珍（香港））
莉可絲的主人。
三宅先生（聲：鈴木琢磨（日本）；葉振聲（香港））
三宅太太的丈夫。
三宅奏音（聲：首藤志奈（日本）；張頌欣（香港））
三宅太太的女兒。
莉可絲（聲：麥穗杏菜（日本））
三宅太太的狗。
小塚（聲：小清水亞美（日本）；詹健兒（香港））
可可的主人。
可可（聲：野口瑠璃子→麥穗杏菜（日本）；劉惠雲（香港））
小塚的狗。
丹羽的父親（聲：森川智之（日本）；李鎮然（香港））
真一郎的父親。在意外中身亡。
丹羽太太（聲：島田愛野（日本）；劉惠雲（香港））
真一郎的母親。非常抗拒動物。
泉太太（聲：比嘉久美子（日本）；曾秀清（香港））
律佳的母親。
泉的外婆（聲：石井未紗（日本））
律佳的外婆。
熊仔（聲：麥穗杏菜（日本））
龍仔（聲：德石勝大（日本））
馬露（聲：武內駿輔（日本））
角田澄代（聲：竹內順子（日本）；黃鳳英（香港））
久美及占尼的主人。
角田先生（聲：若林佑（日本））
角田的丈夫。
久美（聲：德石勝大（日本））
角田的狗。
占尼（聲：麥穗杏菜（日本））
角田的狗。
淺沼朱里（聲：矢作紗友里（日本）；劉惠雲（香港））
小花的主人。
淺沼真芽（聲：柴田芽衣（日本）；詹健兒（香港））
淺沼的雙胞胎女兒。
淺沼夢徠（聲：田中あいみ（日本）；凌晞（香港））
淺沼的雙胞胎女兒。
淺沼先生（聲：西山宏太朗（日本）；關令翹（香港））
淺沼的丈夫。
小花（聲：麥穗杏菜（日本））
淺沼的狗。
どんと（聲：德石勝大（日本））
敷島（聲：平野文（日本）；陸惠玲（香港））
小靜的主人。
小靜（聲：永瀬アンナ（日本））
敷島的狗。
加藤先生（聲：伊藤健太郎（日本）；蘇強文（香港））
洛基的主人。兒子在意外中身亡。
加藤太太（聲：水樹奈奈（日本）；曾秀清（香港））
加藤的妻子。把兒子離世的悲傷投放到洛基身上。
洛基（聲：德石勝大（日本））
加藤的狗。
小山田（聲：こねり翔（日本）；葉振聲（香港））
絲帶的主人。於兩年前與妻子離婚。
小山田的前妻（聲：棟方真梨子（日本）；沈小蘭（香港））
絲帶的主人。於兩年前與小山田離婚。
絲帶（聲：松田健一郎（日本））
小山田的狗。
東山繪麻（聲：金元壽子（日本）；成瑤孆（香港））
隆太的主人。
隆太（聲：德石勝大（日本））
繪麻的狗。
美咲（聲：石井未紗（日本）；張頌欣（香港））
律佳的好友。
林溫之（聲：入野自由（日本）；梁偉德（香港））
茶太郎的主人。漫畫家。
茶太郎（聲：麥穗杏菜、諏訪部順一（聲音演出）（日本）；有待確認、梁偉德（聲音演出）（香港））
温之的狗。
根岸修斗（聲：藤原夏海（日本）；黃麗芳（香港））

## 出版書籍
| 集數 | KADOKAWA      | KADOKAWA                                                |
| 集數 | 發售日期      | ISBN                                                    |
| ---- | ------------- | ------------------------------------------------------- |
| 1    | 2019年1月8日  | ISBN 978-4-04-065411-9                                  |
| 2    | 2019年8月8日  | ISBN 978-4-04-064012-9                                  |
| 3    | 2020年2月7日  | ISBN 978-4-04-064382-3                                  |
| 4    | 2020年8月7日  | ISBN 978-4-04-064845-3                                  |
| 5    | 2021年3月8日  | ISBN 978-4-04-680250-7                                  |
| 6    | 2021年9月8日  | ISBN 978-4-04-680784-7                                  |
| 7    | 2022年3月8日  | ISBN 978-4-04-681207-0                                  |
| 8    | 2023年1月24日 | ISBN 978-4-04-682052-5                                  |
| 9    | 2023年2月8日  | ISBN 978-4-04-682130-0                                  |
| 10   | 2023年10月6日 | ISBN 978-4-04-682644-2 ISBN 978-4-04-682645-9（特装版） |
| 11   | 2024年3月8日  | ISBN 978-4-04-683183-5 ISBN 978-4-04-683184-2（特裝版） |
| 12   | 2024年10月8日 | ISBN 978-4-04-684242-8                                  |
| 13   | 2025年3月7日  | ISBN 978-4-04-684761-4                                  |

精選集
- ：2024年01月06日、ISBN 978-4-04-683354-9

### 小說
- みやうち沙矢（原作・絵）・百瀬しのぶ（文）『DOG SIGNAL ひよっこドッグトレーナーはじめます！』KADOKAWA〈角川つばさ文庫〉

2023年2月8日發售、ISBN 978-4-04-632162-6

## 製作背景
作者根據自己寵物美容師的經歷創作此作品。1988年在寵物美容專門學校畢業後，出道成為漫畫家。原先作品以戀愛漫畫為主；他一直提出想畫「與狗有關的漫畫」的心願，但都沒有被少女漫畫雜誌採用。直到與COMIC BRIDGE的編輯見面後，本作連載終於得以問世。

## 電視動畫
於2023年10月星期日17:00 - 17:25期間在NHK教育頻道播出。

### 製作人員
- 原作 - 宮內沙矢[5]
- 監督、系列構成 - 古橋一浩[5]
- 劇本 - 芦野里実[5]
- 角色設計 - 工藤裕加[12]
- 狗外型設計 - 西野理惠[12]
- 道具設計 - 橋本真希
- 攝影監督 - 鎌田克明[12]
- 美術監督 - 三宅昌和[12]
- 美術設定 - 上垣裕起子[12]
- 色彩設計 - 木村千登世[12]
- 服裝設計 - 亀谷響子[12]
- 編輯 - 内田恵[12]
- 音響監督 - 吉田光平[5]
- 音樂 - 大島ミチル[5]
- 制作統籌 - 野島恵里→坂田淳、苗代憲一郎[12]
- 製作人 - 和田慎太郎[12]
- 動畫製作人 - 大崎雅史[12]
- 動畫製作 - 冨嶽[5]
- 制作委員會 - NHK事業[5]
- 制作、著作 - NHK[12]

### 主題曲
「雪月風花」
高橋優演唱的片頭曲。作詞、作曲：高橋優，編曲：鈴木Daichi秀行。
「シュガースポット」
にしな演唱的片尾曲。作詞、作曲：にしな，編曲：knoak。

### 各話列表
| 話数   | 副標題            | 分鏡                | 演出           | 作画監督                                                               | 主要作画監督                 | 首播日期        |
| ------ | ----------------- | ------------------- | -------------- | ---------------------------------------------------------------------- | ---------------------------- | --------------- |
| 第1話  | 無家可歸 （）     | 古橋一浩            | -              | 林あすか 佐野勝 櫻井拓郎 はっとりますみ 片岡恵美子                     | 龜谷響子 山中いづみ          | 2023年 10月22日 |
| 第2話  | 新的名字 （）     | 宮崎なぎさ          | -              | YUKI                                                                   | SAI 葉増堯                   | 10月29日        |
| 第3話  | 幸福的生活 （）   | まついひとゆき      | 木村寛         | 朱央 ゼルチャールズ アノナット ファンドゥ                              | 山中いづみ                   | 11月5日         |
| 第4話  | 轉圈犬 （）       | 川奈可奈            | 川奈可奈       | 櫻井拓郎 嘉村弘之 松下純子 はっとりますみ 佐野勝                       | 亀谷響子 重國浩子 山中いづみ | 11月12日        |
| 第5話  | 告別儀式 （）     | 宮崎なぎさ          | 西山祐樹       | 葉宇静 後藤玲奈 堀ほのか                                               | 池田結姫 今門卓也            | 11月19日        |
| 第6話  | 丹羽的老師 （）   | まついひとゆき      | まついひとゆき | YUKI 蓋春垚                                                            | 李少雷 劉雲留                | 11月26日        |
| 第7話  | 想守護的東西 （） | 增田敏彦            | 藤代和也       | 西野理恵 ユン・スンビン 飯飼一幸 櫻井拓郎 齊藤香織                     | 亀谷響子 山中いづみ          | 12月3日         |
| 第8話  | 獨占 （）         | 川奈可奈            | 白石道太       | 葛歓 黄鳳 顧金秋 杭新華                                                | 李少雷 劉雲留                | 12月10日        |
| 第9話  | 薩筑，坐下！ （） | 西澤晋              | 木村寛         | 朱央 イゴール・オレニュニコフ                                          | 亀谷響子 山中いづみ          | 12月17日        |
| 第10話 | 不吃飯的理由 （） | 宮崎なぎさ          | 藤代和也       | 顧金秋 陳玉峰 趙玲 杭新華 姚遠                                         | -                            | 12月24日        |
| 第11話 | 不要管教？ （）   | 増田敏彦            | 福元しんいち   | 櫻井拓郎 嘉村弘之 佐野勝 キム・ジナ ユン・スビン                       | 亀谷響子 山中いづみ          | 2024年 1月7日   |
| 第12話 | 未祐的搭檔 （）   | 博多正寿            | 村上勉         | 趙玲 姚遠 陳玉峰 黄鳳                                                  | -                            | 1月14日         |
| 第13話 | 信心 （）         | 川奈可奈            | 川奈可奈       | 飯飼一幸 櫻井拓郎 佐野勝 宇津木勇 嘉村弘之                             | 亀谷響子 山中いずみ          | 1月28日         |
| 第14話 | 洛基的真相 （）   | 宮崎なぎさ          | 藏本穂高       | 黄鳳 姚遠 劉婧 陳玉峰 趙玲                                             | 黄佳娴 坑新華                | 2月4日          |
| 第15話 | 大叔和老狗 （）   | 筆坂明規            | 服部福太郎     | 雨咲和 イゴール オレニュニコフ ヤツトコ アレクセイ ルナーゴースト 朱央 | -                            | 2月11日         |
| 第16話 | 都是我的錯 （）   | 金澤洪充            | 西山祐樹       | 堀ほのか 後藤玲奈                                                      | 今門卓也 葉増堯              | 2月18日         |
| 第17話 | 泉律佳的妹妹 （） | 西澤晋              | 藤代和也       | ユン・スビン チェ・インソプ 趙小川 陳玲玲 王敏                         | 龜谷響子 山中いずみ          | 2月25日         |
| 第18話 | 漫畫家和柴犬 （） | 吉田徹              | 河井正義       | 越後谷寬 キム・ジナ ユ・ヨンジュン キム・ソンミ キム・チェイ           | -                            | 3月3日          |
| 第19話 | 兩人的微笑 （）   | 宮崎なぎさ          | 服部福太郎     | 雨咲和 イゴール オレニュニコフ ヤツトコ アレクセイ ルナーゴースト 朱央 | -                            | 3月10日         |
| 第20話 | 我們是家人 （）   | もりたけし 古橋一浩 | 雄谷将仁       | 陳玉峰 姚遠 黄鳳 趙玲 葛歡                                             | 葉增堯 劉雲留 杭新華         | 3月17日         |

## 迴響
2023年11月1日，和犬の日合辦的展覽開幕。朝日新聞早報刊登了本作的15段廣告，在東京都澀谷與大阪府梅田刊登了交通廣告宣傳。宮內也繪製了新插圖。

## 外部連結
漫画
- 《KDCW_CB01200483010000_68》的ComicWalker專頁
- DOG SIGNAL（ドッグシグナル）【公式】的X（前Twitter）

電視動畫
- アニメ ドッグシグナル -  NHK